# Parti de la justice et de l'intégration

Logotype du parti.

Le Parti de la Justice et de l'Intégration (en albanais, Partia për Drejtësi dhe Integrim, PDI) est un parti politique albanais, dirigé par Tahir Muhedini, créé en mai 2004, qui soutient les droits de la minorité des Albanais Cham. Il dispose d'un député à l'Assemblée nationale.